# Kabala (Burkina Faso)
Pour les articles homonymes, voir Kabala.
Kabala est une commune rurale située dans le département de Kourouma de la province de Kénédougou dans la région des Hauts-Bassins au Burkina Faso.

## Géographie
Kabala est située à environ 9 km au sud de Kourouma.

## Économie
L'économie de Kabala repose sur l'agriculture, le commerce, la pharmacopée, l'élevage, la chasse, etc.

## Santé et éducation
Kabala a deux écoles primaire (école primaire A et B), dont chacune dispose de six classes : de C
P1 au CM2.
Le lycée privé l'Amitié de Kabala (6e, 5e et 4e) est ouvert en octobre 2021. 
Les portes du Centre de santé et de la promotion sociale (CSPS) de Kabala sont ouvertes le 16 avril 2024.
Le centre de soins le plus proche de Kabala est le CSPS de Kokoro.

## Culture
Balafon, N'goni (dozos), fétiches (gninakadjougou, Gna, Komo, etc.), le « korigué » le grand tam-tam pour l'initiation[réf. souhaitée].